# Campionat d'Equador de ciclisme en ruta
El Campionat d'Equador de ciclisme en ruta és una competició ciclista que serveix per a determinar el Campió d'Equador de l'especialitat. El títol s'atorga al vencedor d'una única carrera. El vencedor obté el dret a portar un mallot amb els colors nacionals fins al Campionat de l'any següent en qualsevol prova en ruta.

## Palmarès masculí
| Any  | Primer              | Segon                 | Tercer                   |
| 2007 | Byron Guamá         |                       | José Ragonessi           |
| 2008 | Carlos Quishpe      | Fausto Valencia       | Jamil Intriago           |
| 2010 | José Ragonessi      | Luis Calispa          | José Ruiz Chavez         |
| 2011 | Wilson Paneluisa    | José Ragonessi        | José Ruiz Chavez         |
| 2014 | Byron Guamá         | Segundo Navarrete     | Jorge Luis Montenegro    |
| 2015 | José Ragonessi      | Joel Burbano          | Jonathan Caicedo         |
| 2017 | Jhonatan Narváez    | Jorge Luis Montenegro | Byron Guamá              |
| 2018 | Jefferson Cepeda    | Jhonatan Narváez      | Jorge Luis Montenegro    |
| 2019 | Jonathan Caicedo    | Alexander Cepeda      | Henry Velasco            |
| 2020 | Suspès pel COVID-19 | Suspès pel COVID-19   | Suspès pel COVID-19      |
| 2021 | Alexander Cepeda    | Byron Guamá           | Jorge Luis Montenegro    |
| 2022 | Richard Huera       | Richard Carapaz       | Jonathan Caicedo         |
| 2023 | Richard Carapaz     | Jefferson Cepeda      | Alexander Cepeda         |
| 2024 | Jhonatan Narváez    | Richard Carapaz       | Jefferson Alveiro Cepeda |
| 2025 | Jhonatan Narváez    | Jefferson Cepeda      | Mateo Pablo Ramírez      |

### Palmarès sub-23
| Any  | Primer              | Segon               | Tercer              |
| 2010 | Carlos Quishpe      | Luis García Medina  | Edwin Telenchana    |
| 2011 | Cléber Cuasquer     | Joel Burbano        |                     |
| 2017 | Santiago Montenegro | Bryan Portilla      | Luis Espinoza       |
| 2018 | Esteban Villareal   | Cristian Toro       | Alexander Cepeda    |
| 2019 | Benjamín Quinteros  | Santiago Montenegro | Cristian Toro       |
| 2020 | Suspès pel COVID-19 | Suspès pel COVID-19 | Suspès pel COVID-19 |
| 2021 | Nixon Rosero        | Harold Martín López | Bryan Obando        |
| 2022 | Lenín Montenegro    | Jordan Rodríguez    | Bryan Obando        |
| 2023 | Nixon Rosero        | Edison Velásquez    | Jhoffre Imbaquingo  |
| 2024 | Kevin Navas         | Polivio Imbaquingo  | Franklin Revelo     |
| 2025 | Mateo Ramírez       |                     |                     |

## Palmarès femení
| Any  | Vencedor        | Segon           | Tercer          |
| ---- | --------------- | --------------- | --------------- |
| 2008 | Maria Bone      | Mabel Hernández | Danny Álvarez   |
| 2010 | María Parra     | Nataly Arevalo  | Cindy Merizalde |
| 2011 | Nataly Arevalo  | Maria Bone      | María Parra     |
| 2014 | Jazmin Taborda  | Cristina Iza    |                 |
| 2015 | Miryam Núñez    | Nikole Narváez  | Karen Becerra   |
| 2018 | Samia Flores    | Fernanda Endara | Leslye Ojeda    |
| 2019 | Miryam Núñez    | Esther Galarza  | Leslye Ojeda    |
| 2020 |                 |                 |                 |
| 2021 | Miryam Núñez    | Daniela Jiménez | Nikole Narváez  |
| 2022 | Esther Galarza  | Mikela Molina   | Paula Jara      |
| 2023 | Ana Vivar       | Mikela Molina   | Esther Galarza  |
| 2024 | Natalia Vasquez | Miryam Núñez    | Esther Galarza  |